# تیسکی گستری
تیسکی گستری (به لاتین: Tyszki-Gostery) یک منطقهٔ مسکونی در لهستان است که در Gmina Czerwin واقع شده‌است.

## خصوصیات
تیسکی گستری ۶۰ نفر جمعیت دارد.